# Irin Mage
Irin Mage – u grupy brazylijskich plemion Tupi-Guarani czarownik, który stworzył morza i rzeki.
W jednej z legend plemienia Tupi-Guarani Irin Mage ugasił wielką ulewą ogień Monana, który pragnął zniszczyć ludzkość ogniem. W innej wersji tego mitu pożar powstrzymali bracia Tawenduare i Arikute.